# Julie Anne Mihalisin
Julie Anne Mihalisin (nascida em 1965) é uma joalheira americana. Mihalisin nasceu em Gainesville, Flórida, em 1962 e frequentou a Tyler School of Art and Architecture e o Royal College of Art. O seu trabalho está incluído nas coleções do Smithsonian American Art Museum, o Cooper Hewitt, Smithsonian Design Museum, o Corning Museum of Glass e o Museum of Arts and Design.